# Gilles Brenta
Pour les articles homonymes, voir Brenta.
Gilles Brenta est un artiste peintre, décorateur et illustrateur belge né le 29 novembre 1943 à Uccle et mort le 21 juillet 2017 à Montclar (Aveyron).

## Biographie
Peintre, dessinateur, illustrateur, décorateur de cinéma et cinéaste, Gilles Brenta est né à Uccle (Belgique) le 29 novembre 1943. Il fait ses études secondaires en Amérique latine, prépare l'entrée à l'école de La Cambre dans l'atelier de Maurice Boel, à Ostende, et fait ses études supérieures à la Cambre dans la section de peinture monumentale de Jo Delahaut (1962-1966).
En 1973, il se lie d'amitié avec Tom Gutt dont il devient rapidement et définitivement le complice. Dès lors, tout en continuant son métier de décorateur pour le cinéma et la télévision, il participe aux activités du groupe surréaliste en Belgique. Il rencontre notamment Louis Scutenaire, Irène Hamoir et Marcel Mariën, illustre de nombreux ouvrages et collabore à différentes revues surréalistes. Il peint des tableaux qui s'adressent plus à l'esprit qu'à la rétine et qui sont montrés lors d'expositions personnelles et collectives.
Il est coscénariste et coréalisateur de plusieurs films documentaires sur l'art. Sous la dénomination Les Trois Petits Cochons, sa maison de production, fondée avec son épouse Christine Wendelen, produit des films et publie des plaquettes. En 1997, il crée avec Tom Gutt et la collaboration de Christine Wendelen L'Écho du Var et de l'Aveyron réunis, quotidien d'art et de poésie ne paraissant pas le dimanche, dont paraîtront, jusqu'en 2002, 373 numéros.

## Expositions individuelles
- 1966 : Université libre de Bruxelles.
- 1967 : La Boule Rouge, Bruxelles
- 1973 : Galerie Aquarius, Bruxelles.
- 1976 : Galerie La Marée, Bruxelles (textes de Louis Scutenaire, Yves Bossut, Tom Gutt, Max Servais.
- 1977 : Galerie La Marée, Bruxelles (textes de Irène Hamoir, Claudine Jamagne, Jean Wallenborn, Michel Thyrion).
- 1978 : Galerie La Marée, Bruxelles (texte de Bernard Noël).
- 1978 : Galerie La Marée, Bruxelles (texte de Tom Gutt).
- 1979 : Galerie La Marée, Bruxelles (texte de Marcel Mariën).
- 1980 : Galerie La Marée, Bruxelles (texte de Tom Gutt).
- 1980 : Théâtre de l'Esprit Frappeur, Bruxelles texte de Tom Gutt.
- 1982 : Galerie La Marée, Bruxelles (texte de Tom Gutt).
- 1983 : Galerie Café des arts, Namur (texte de Tom Gutt).
- 1987 : Galerie La Marée, Watermael-Boitsfort, Portraits (texte de Tom Gutt).
- 1989 : Galerie FMR, Bruxelles, Dessins (texte de Tom Gutt).
- 1990 : Chez Aline Jaffé, Paris (texte de Tom Gutt).
- 1990 : Galerie Simonson, Bruxelles, La Modification (texte de André Thirion).
- 1993 : Galerie La Marée, Watermael-Boitsfort, L'Auxiliaire 626.
- 1995 : Galerie Den tijd, Léo Dohmen Anvers, Douaniers sans frontières, avec Roger Van de Wouwer.
- 1998 : Chez Noël Arnaud, Penne du Tarn, L'Étendue des dégâts (texte de Noël Arnaud).
- 2002 : Le Chalet de Haute Nuit, Bruxelles, Gilles Brenta expose huit grands tableaux, (texte de Gaston Puel, La Cinquième Saison).
- 2008-2009 : Galerie loin-de-l'œil, Gaillac, Le Petit Musée Brenta.
- 2015-2016 : Galerie loin de l’œil, Gaillac, Sabotages.
- 2016 : La Menuiserie, Rodez, Sabotages.

## Expositions collectives
- 1965 : Begishes Haus "Junge flämische künstler", Cologne
- 1977 : Galerie La Marée, Bruxelles, La Contre-Bande.
- 1978 : Galerie Florence, Bruxelles, Menu.
- 1982 : Le salon d'art, Bruxelles,"Les lèvres nues parlent à l'œil"
- 1982 : Galerie La Marée, Bruxelles, La Marée se retire.
- 1985 : Galerie Isy Brachot, Bruxelles, Salon d'ensemble.
- 1986 : Galerie Isy Brachot, Paris, Le Surréalisme en Belgique.
- 1986 : Le salon d'art, Bruxelles, Le Salut aux couleurs.
- 1990 : Beaunord, Paris, Les Tireurs de langue.
- 1995 : MADmusée, Liège, Le Nu.
- 1996 : Musée Ianchelevici, La Louvière.
- 1998 : Musée Ianchelevici, La Louvière.
- 1998 : Galerie Quadri, Bruxelles, Sous les ailes d'Hypnos.
- 2002 : Ecomusée régional du centre, Houdeng-Aimeries. "Carrieres de l'imaginaire"
- 2002 : Le Chalet de Haute Nuit, Bruxelles, "La fine équipe".
- 2004 : Musée National d'Art de Bucarest (Roumanie), Le Surréalisme en Belgique
- 2005 : Centre Wallon d'Art Contemporain, Flémalle, "Vingt ans après- Un atelier Imaginaire".
- 2007 : Musée des Beaux-Arts de Mons, Mons, Le Surréalisme en Belgique.
- 2007 : Galerie loin-de-l'œil, Gaillac, Exposition brouetique.
- 2010 : Du Diable et de la Brouette, AFPA Haute-Vienne, Limoges.
- 2011 : Centre Joë Bousquet et son Temps, "Les éditions de RIVIERES",Carcassonne.
- 2013 : Musée PAB, "Les Éditions de Rivières, l'après PAB", Alès
- 2014 : Château de Coupiac, Aveyron
- 2015 : Surrealism in Belgium, Artis-Naples, The Baker Museum, Floride (USA)

## Illustrations
- Michel Thyrion, L'Astuce du crochet, Bruxelles, 1978.
- Louis Scutenaire, Duel, Bruxelles, 1979.
- Thomas Rien (alias Tom Gutt), Cette mémoire du cœur, Éditions Brassa, Bruxelles, 1985.
- Henri Pastoureau, Le Cycle de Berlin, Une passerelle en papier, Bruxelles, 1988.
- André Thirion, Le Tombeau de René Char, Une passerelle en papier. Avec portraits de : André Breton, René Char, Paul Nougé, Benjamin Péret, André Thirion, Louis Scutenaire. Bruxelles, 1988.
- Louis Scutenaire, Petite suite, Une passerelle en papier, Bruxelles, 1991.
- Jean Wallenborn, La Vie des iules, Une passerelle en papier, Bruxelles, 1994.
- Tom Gutt, Les Eaux usées, Une passerelle en papier, Bruxelles, 1996.
- Noël Arnaud, Le Tricycle : 3 n° de Dragée Haute, l’Étendue des Dégâts(n°30), Le Nœud (n°31),La Nuit de Noce (n°38) Éditions du Limon, France, 1998-1999.
- Tom Gutt, La Soupe au poids, Les trois petits cochons, Bruxelles, 1999.
- Gaston Puel, La Jacinthe rompue, Les trois petits cochons, Bruxelles, 1999.
- Tom Gutt, Vie d'un autre Glen Baxter, Les trois petits cochons, Bruxelles, 2000.
- Tom Gutt, L'Arrêt, Les trois petits cochons, Bruxelles, 2001.
- Tom Gutt, Jadis est notre camarade, Les trois petits cochons, Bruxelles, 2002.
- Adrien Dax et Gilles Brenta, Tom Gutt, Le Trou blanc, Les trois petits cochons, Bruxelles, 2002
- Gaston Puel, D'un chien nommé Pipo, Rivières-Veilhes-Montclar, mai 2010

## Publications individuelles
- Cahier de poésie, Ibiza, 1965.
- Générations perdues, Bruxelles, 1967.
- Le Bon Goût, illustrations de Véronique Melery, Saint-Maximin, 1985.
- Ombres chinoises sur le temps des regrets, poèmes, Chypre, 1989.
- Ombres chinoises sur le temps des regrets, (édition augmentée), Bruxelles, 1989.
- Jésus tombe pour la treizième fois, Chypre, 1992.
- La Marge, Bruxelles, 1994.
- Plus de cors aux pieds, Aveyron, 2004.
- Torves, Les trois petits cochons, Montclar, 2010

## Revues
Collaboration
- Phantomas, Le Vocatif, Les lèvres nues, Odradek, Le bon plaisir, L'Orne littéraire, Séries B, Dragée Haute.

Création
- L'Écho du Var et de l'Aveyron réunis, « quotidien d'art et de poésie ne paraissant pas le dimanche », avec Tom Gutt et la collaboration de Christine Wendelen, de 1997 à 2002 : 373 numéros.
- Épique Époque Opaque, 2007

## Décors de théâtre et cinéma
- 1975 : Dola Mona ou l'École des Patrons, Ève Bonfanti, Avignon.
- 1979 : Des trous dans les nuages, Patrick Roegiers, Paris.
- 1983, 1984 et 1985 : Série Téléchat de Henri Xhonneux et Roland Topor.
- De 1965 à 2009 : chef décorateur de plus de 200 spots publicitaires et de courts métrages.

## Filmographie
- 1994 : Charles et Félicien, coscénariste avec Claude François, 15 min, documentaire sur Charles Baudelaire et Félicien Rops.
- 1995 : Le Jeu des figures, coscénariste avec Claude François, 52 min, documentaire sur Denis Marion.
- 1997 : Le Défilé des Toiles, coscénariste et coréalisateur avec Claude François, 52 min, documentaire autour des peintres dits pompiers.
- 2001 : L'Ami fantastique, trois journées avec Noël Arnaud, coscénariste et coréalisateur avec Dominique Lohlé, 82 min, documentaire sur Noël Arnaud, produit par Les Trois Petits Cochons.
- 2016 : Le dernier caprice de Paganini, DVD 4 min pour l'exposition SABOTAGES à Gaillac.